# 블랙 쇼맨과 이름없는 마을의 살인
히가시노 게이고의 장편소설.

## 줄거리
아버지가 살해당했다, 그것도 결혼 소식을 알린 직후에. 행복하다고 느끼는 순간, 비극은 시작되는 걸까? 대기업 취직 후 약혼자와 꿈꾸던 결혼식을 준비해 나가던 마요. 경찰서에서 온 한 통의 전화를 받고 그녀는 고향으로 간다. 이제 너도 행복해질 일만 남은 거라던 아버지와의 전화가 생전 마지막 통화가 돼버렸다. 경찰은 아버지의 사체에서 교살의 흔적을 발견하고, 곧바로 살인 사건으로 전환해 대대적인 수사를 벌인다. 이름조차 없는 조용한 마을에서 살인이라니, 게다가 아버지는 마을 전체에서 존경받던 교사였기에 온 마을이 시끄러워진다. 아버지를 잃은 슬픔에 잠길 새도 없이 고향 집 구석구석 현장 감식에 협조하고 있는데 코로나19로 인해 마스크를 쓴 수사관 사이에서 괴팍하게 소리치는 한 남자가 들어온다. 남의 집에 허락도 없이 들어왔다고 노발대발하는 남자, 알고 보니 마요의 삼촌 다케시다. 다케시는 미국에서 유명한 마술사였다. 마요가 태어나고 단 두 번 만났을 뿐이다. 그는 왜 10년 만에 연락도 없이 나타난 걸까? 하필 아버지가 살해당한 다음 날에.

## 등장인물
- 가미오 에이치: 이름없는 마을의 존경받는 교사. 살해당한 마요의 아버지이다.
- 가미오 마요: 가미오 에이치의 딸. 아버지의 죽음으로 귀향한다.
- 가미오 다케시(블랙 쇼맨): 가미오 에이치의 동생이자 마요의 삼촌.
- 쓰쿠미 나오야: 중학교 때 백혈병으로 세상을 뜬 가미오 에이치의 제자이자 구기미야의 친구.
- 가시와기 고다이: 가시와기 건설의 부사장. '환라비 하우스' 프로젝트의 중심 인물이었다.
- 구기미야 가쓰기: 일본 전역에서 히트를 맞은 만화 '환뇌 라비란스'의 작가.
- 고고노에 리리카: 뛰어난 미모의 소유자. 언젠가부터 구기미야 가쓰기의 매니저 행세를 하고 있다.
- 스기시타 가이토: IT기업 CEO. 고향으로 돌아와 원격으로 업무를 진행 중이다.
- 마키하라 사로투: 은행원으로, '환라비 프로젝트'의 자금을 맡았다.
- 모리와키 아쓰미: 코로나19로 사망한 '모리와키 가즈오'의 딸. 아버지의 계좌에서 돈이 사라져 의아하게 여기고 있다.

## 범인
해당 부분에는 스포일러가 포함되어 있습니다.
가미오 에이치를 죽은 범인은 구기미야 가쓰기였다. 
중학생 시절, 구기미야 가쓰기는 죽은 쓰쿠미 나오야가 남긴 글을 발견한다. 그 글을 읽은 가쓰기는 쓰쿠미가 만화가를 꿈꿨지만 아무한테도 말하지 않았음을 깨닫는다. 동시에 구기미야 가쓰기는 쓰쿠미가 그리고 싶어했던 만화들의 줄거리를 읽는다. 그 중 하나가 '환뇌 라비란스'의 아이디어다.
시간이 흘러, 구기미야 가쓰기는 만화가로 데뷔한다. 그러나 아이디어는 떨어져 가는데, 출판사의 반응도 미적지근하다. 결국 가쓰기는 쓰쿠미의 아이디어를 빌려쓰기로 결심한다. 그렇게 가쓰기는 쓰쿠미가 생각해낸 스토리를 써 '환뇌 라비란스'라는 이름으로 출판한다. 가쓰기는 순식간에 유명한 만화가가 되지만, 어느새 쓰쿠미의 아이디어를 빌렸다는 것은 잊고 만다.
그러던 어느날, 가미오 에이치는 쓰쿠미가 생전 쓴 글을 동창회에서 공개하고 싶어한다. 그 글 중에서는 '환라비'의 스토리가 담긴 것도 있었다. 이러다간 내가 쓰쿠미의 스토리를 표절했다는 것이 알려진다-가쓰기는 이렇게 생각한다. 고민한 끝에 가쓰기는 그 글을 태우려고 한다. 수건을 오일에 적시고 있는 그때, 가미오 에이치가 돌아와 누군가 집에 들었음을 알아챈다. 뜻밖의 상황에 당황한 가쓰기는 그만 수건으로 가미오 에이치를 목 졸라 살해한 뒤 달아난다.
1. ↑  히가시노 게이고 (2020.11.30). 《블랙쇼맨과 이름없는 마을의 살인》. 알에이치코리아(RHK).